# 튈럼
응우옌튀창(베트남어: Nguyễn Thùy Trang, 한자: 阮垂莊(완수장); 1987년 9월 10일 ~)는 튈럼(Thùy Lâm)이라는 예명으로 활동하고 있는 베트남의 가수 겸 배우로, 베트남의 전 걸 그룹 TyMyTy의 멤버이다. 미스 유니버스 베트남 2008에서 우승하고 미스 유니버스 2008에서 베트남을 대표하여 Top 15에 올랐다.

## 음반 목록
- Thùy Lâm 18 (장규, 2006)

## 필모그래피
- 《Hộ chiếu vào đời》(2007) 카인프엉 역
- 《Kiều nữ và đại gia》(2008) 꾸인호아 역
- 《Tây Sơn hào kiệt》(2008) 옥흔공주 역

## 수상 및 후보
| 연도 | 시상식                                                | 부문                      | 작품 | 결과 |
| ---- | ----------------------------------------------------- | ------------------------- | ---- | ---- |
| 2004 | 제14회 텔레비전 방송의 유성음 (Tiếng hát truyền hình) | 4위 (4등)                 | 빈칸 | 수상 |
| 2004 | 제14회 텔레비전 방송의 유성음 (Tiếng hát truyền hình) | 가장 사랑받는 참가자      | 빈칸 | 수상 |
| 2008 | 제1회 미스 유니버스 베트남                            | 미스 유니버스 베트남 2008 | 빈칸 | 수상 |
| 2008 | 제1회 미스 유니버스 베트남                            | 가장 사랑받는 미인        | 빈칸 | 수상 |
| 2008 | 제1회 미스 유니버스 베트남                            | 가장 재능있는 미인        | 빈칸 | 수상 |
| 2008 | 제1회 미스 유니버스 베트남                            | 미스 인터뷰               | 빈칸 | 수상 |

## 같이 보기
- 미스 유니버스 베트남